# Alimos
Alimos (tiếng Hy Lạp: ?) là một khu tự quản ở vùng Attiki, Hy Lạp. Khu tự quản Alimos có diện tích 6 km², dân số theo điều tra ngày 18 tháng 3 năm 2001 là 39800 người.